# Atri: My Dear Moments
Atri: My Dear Moments (estilizado como ATRI -My Dear Moments-) es un juego de novela visual de 2020 desarrollado por Frontwing y Makura (枕), quienes son especialmente conocidos por crear la novela visual Grisaia no Kajitsu, escrita por Asuta Konno, quien también escribió la novela visual If My Heart Had Wings y publicada por Aniplex,una marca de la productora japonesa de anime y música Aniplex.
La novela visual se lanzó digitalmente en Steam para Windows el 19 de junio de 2020 en todo el mundo. Posteriormente, el 16 de diciembre de 2021, iMel también lanzó el juego para dispositivos Android, iOS y Nintendo Switch solo en Japón.
Una adaptación a manga de Jako comenzó a serializarse en la revista Comptiq de Kadokawa Shoten en octubre de 2022, y una adaptación a serie de televisión de anime producida por Troyca comenzó a emitirse desde el 13 de julio de 2024.

## Sinopsis
En un futuro próximo, un aumento repentino del nivel del mar inundará la mayor parte del mundo y acabará con la civilización humana tal como la conocemos, lo que obligará a la humanidad a ganarse la vida a duras penas en la poca tierra seca que queda.
Natsuki Ikaruga es un joven que vive en circunstancias difíciles en este nuevo mundo. Ha perdido una pierna en un accidente que sólo puede ser reemplazada con una tosca prótesis y sufre constantes ataques de dolor fantasma. Sin embargo, un día, Natsuki hurga en las pertenencias de su abuela recientemente fallecida para pagar una deuda, solo para despertar a una joven androide llamada Atri, quien cambiará su vida para siempre.

## Personajes

### Principales
Natsuki Ikaruga (斑鳩夏生 / いかるが なつき Ikaruga Natsuki?)
 Seiyū: Kensho Ono
Atri (アトリ Atori?)
 Seiyū: Hikaru Akao

### Secundarios
Minamo Kamishiro (神白水菜萌 Kamishiro Minamo?)
 Seiyū: Minami Takahashi
Ryuuji Nojima (野島竜司 Nojima Ryuuji?)
 Seiyū: Yoshimasa Hosoya
Catherine (キャサリン Kyasarin?)
 Seiyū: Yoko Hikasa
Ririka Nanami (名波凜々花 Nanami Ririka?)
 Seiyū: Anzu Haruno

## Contenido de la obra

### Manga
Una adaptación a manga ilustrada por Jako comenzó a publicarse en la revista Comptiq de Kadokawa Shoten el 7 de octubre de 2022.
| Volúmenes de manga | Volúmenes de manga      | Volúmenes de manga     |
| Número             | Fecha de lanzamiento    | ISBN                   |
| ------------------ | ----------------------- | ---------------------- |
| 1                  | 8 de septiembre de 2023 | ISBN 978-4-04-113502-0 |

### Anime
El 24 de septiembre de 2022, durante el evento Aniplex Online Fest 2022, se anunció una adaptación de una serie de televisión de anime. Está producida por Troyca y dirigida por Makoto Katō, con guiones escritos por Jukki Hanada, diseños de personajes de animación de Michio Satō y música compuesta por Fuminori Matsumoto. La serie se estrenó el 13 de julio de 2024. El tema de apertura es "Ano Hikari" interpretado por Nogizaka46, mientras que el tema de cierre es "YES to NO no Aida ni" interpretado por 22/7. Aniplex of America obtuvo la licencia de la serie fuera de Asia, y lo transmitió en Crunchyroll.